# Batowa reka
Batowa reka (bułg. Батова река) – rzeka w północno-wschodniej Bułgarii (Dobrudży), uchodzi bezpośrednio do Morza Czarnego. Długość – 39 km, powierzchnia zlewni – 339 km², średni przepływ – 0,34 m³/s.
Źródła Batowej reki leżą na północ od Warny, w północnej części płaskowyżu Frangensko Płato (południowej części Płaskowyżu Dobrudży). Rzeka płynie na północ, po czym zatacza obszerny łuk na wschód i uchodzi do Morza Czarnego tuż na południe od kurortu Albena.
Batowa reka jest jedyną rzeką Dobrudży, która nie wysycha w lecie. Najwyższe stany wód są w lutym, najniższe w lipcu i sierpniu.